# 平林美都子
平林 美都子（ひらばやし みとこ、1951年 - ）は、日本の英米文学者。専門は英語圏文学、ジェンダー研究。元愛知淑徳大学教授。

## 人物
1974年名古屋大学文学部英文科卒、1989年同大学院博士課程満期退学。同年、愛知淑徳短期大学助教授を経て、2007年同大学文学部教授。1999年「女と隠遁 :テニスンの一九世紀」で愛知淑徳大学・文学博士。愛知淑徳大学では、図書館長やジェンダー・女性学研究所所長、グローバルカルチャー・コミュニケーション研究科長を歴任した。

## 著書
- 『女と隠遁 テニスンの一九世紀』（山口書店） 1993
- 『待たされた眠り姫 19世紀の女の表象』（京都修学社） 1996
- 『「辺境」カナダの文学 創造する翻訳空間』（彩流社） 1999
- 『表象としての母性』（ミネルヴァ書房） 2006
- 『「語り」は騙る 現代英語圏小説のフィクション』（彩流社） 2014

### 共編著
- 『イギリス祭事カレンダー 歴史の今を歩く』（宮北惠子共著、彩流社） 2006
- 『映画を通して知るイギリス王室史 歴史・文化・表象』（宮北惠子共編著、彩流社） 2009
- 『英米文学における父の諸変奏 安田章一郎先生百寿記念論集』（鈴木俊次, 滝川睦, 山口均共編、名古屋大学英文学会著、英宝社） 2016
- 『イギリス・ヘリテッジ文化を歩く 歴史・伝承・世界遺産の旅』（宮北惠子共著、彩流社） 2016
- 『女同士の絆 レズビアン文学の行方』（編著、彩流社） 2020.3

## 翻訳
- 『スザナ・ムーディーの日記 マーガレット・アトウッド詩集』（ベヴァリー・カレン、久野共訳、国文社） 1992
- 『レズビアン日記 Voila ほらここにある』（ニコル・ブロサール、ベヴァリー・カレン共訳、国文社） 2000
- 『パワー・ブック』（ジャネット・ウィンターソン、英宝社） 2007

## 論文
- <平林美都子